# 西口一希
西口 一希（にしぐち かずき、1967年- ）は、日本の実業家、経営コンサルタント、投資家。P&Gジャパン、ロート製薬、ロクシタン、スマートニュースのマーケティングや経営に携わったのち、株式会社Strategy Partners代表取締役。M-Force株式会社共同創業者。

## 経歴
1967年、兵庫県生まれ。大阪大学経済学部卒業後、1990年にP&Gジャパンに入社。マーケティング本部にて、ブランドマネージャー、マーケティングディレクターとして「パンパース」「パンテーン」「プリングルズ」「ヴィダルサスーン」などのブランド担当。
2006年にロート製薬に参画。2006年ロート製薬に入社、執行役員マーケティング本部長として「肌ラボ」「Obagi」「デ・オウ」「ロート目薬」等の60以上のブランドを統括。
2015年、ロクシタンジャポン代表取締役社長に就任。翌年、ロクシタングループ過去最高利益を達成した。のち、アジア人初のグローバルエグゼクティブコミッティメンバー、ロクシタン社外取締役戦略顧問を務めた。
2017年にスマートニュースに参画、日本および米国のマーケティング担当 執行役員に就任。累計ダウンロード数5,000万、月間使用者数2,000万人を達成した。2019年8月、同社は企業評価金額が10億ドル（約1,000億）を超える国内3社目のユニコーン企業へと急成長する。
2019年、M-Forceを共同創業。あわせて同年よりStrategy Partners代表取締役。事業会社経営および経営コンサルタント、投資家として国内外の複数企業を支援する。
2020年、M-Force、調査会社のマクロミル、明治大学 商学部 専任講師の加藤拓巳氏との共同研究として、ビジネス指標に関する調査を開始。2021年以降、論文等で結果を発表している。

## 著書
- 『たった一人の分析から事業は成長する 実践 顧客起点マーケティング』（2019年）翔泳社
- 『N1 마케팅』（顧客起点マーケティング 韓国語版）（2020年）동양북스／東洋ブックス
- 『讓大眾小眾都買單的 單一顧客分析法』（顧客起点マーケティング 台湾語版）（2020年）采實出版集團／ACME Publishing
- 『Succeed Through Customer Knowledge: A Guide to Practical Customer-originated Marketing』（顧客起点マーケティング 英語版）（2021年）One Peace Books
- 『アフターコロナのマーケティング戦略 最重要ポイント40』（足立光と共著） （2020年）ダイヤモンド社
- 『マンガでわかる新しいマーケティング　一人の顧客分析からアイデアをつくる方法』（2021年）池田書店
- 『企業の「成長の壁」を突破する改革 顧客起点の経営』（2022年）日経BP
- 『マーケティングを学んだけれど、どう使えばいいかわからない人へ』（2023年）日本実業出版社